# Aurelia Borzin
Aurelia Borzin (n. 24 decembrie 1984, Căușeni, Republica Moldova) este o poetă și jurnalistă din Republica Moldova.

## Studii
După absolvirea liceului „Alexei Mateevici” din Căușeni, în 2003, este admisă la Facultatea de Jurnalism și Științe ale Comunicării, Universitatea de Stat din Moldova. În 2007 obține licența în domeniul Jurnalismului și al Științelor Comunicării . Un an mai târziu, în 2008, obține diploma de master în domeniul jurnalisticii în cadrul aceleiași universități. În anul 2009 absolvește Institutul de Instruire Continuă (translator – limba engleză).

## Activitate
Pe parcursul anilor 2004-2006 a deținut mai multe funcții în cadrul redacției Revistei de Cultură și Creație Literară Clipa Siderală: redactor literar, secretar de redacție, redactor-șef adjunct. Din 2007 este redactor-șef la Revista Clipa (în perioada 1995-2007 publicată sub numele de Clipa Siderală). 
Este membră a Uniunii Scriitorilor din Republica Moldova.

## Premii
- Premiul Institutului Cultural Român pentru debut în literatură cu volumul Nesomn pentru demenți[2]
- Premiul Fondului Literar al Uniunii Scriitorilor din Republica Moldova pentru volumul Nesomn pentru demenți[4][2]
- Premiul Național al Ministerului Învățământului și Tineretului în domeniul Literaturii și Artelor pentru volumul Pansamente[4]

## Opera
- Nesomn pentru demenți (colecția La steaua, Ed. „Prut Internațional”, Chișinău, 2003)
- Pansamente (colecția Rotonda, Ed. „Cartier”, Chișinău, 2007)
- Chișinăul e o tabletă de ciocolată (Ed. „Vinea”, București, 2010)

A publicat versuri în antologiile: Noua poezie basarabeană, (București, 2009), Erupția rostirii sau Generația „Clipei Siderale” (Chișinău, 2005), Minune de gînd (Blaj, 2003).